# Lambari (ort)
Lambari är en ort i Brasilien.   Den ligger i kommunen Lambari och delstaten Minas Gerais, i den sydöstra delen av landet, 700 km söder om huvudstaden Brasília. Lambari ligger 886 meter över havet och antalet invånare är 14 516.
Terrängen runt Lambari är kuperad åt nordväst, men åt sydost är den platt. Lambari ligger nere i en dal. Lambari är det största samhället i trakten.
Omgivningarna runt Lambari är huvudsakligen savann. Runt Lambari är det ganska tätbefolkat, med 52 invånare per kvadratkilometer.